# Джарарык
Джарарык (узб. Jarariq / Жарариқ) — посёлок городского типа, расположенный на территории Гузарского района Кашкадарьинской области Республики Узбекистан.

Статус посёлка городского типа с 2009 года.